# Schembria eldana
Schembria eldana là một loài ruồi trong họ Tachinidae.